# Nova Guiné
Nova Guiné é uma ilha no sudoeste do Oceano Pacífico, a leste do arquipélago malaio, com o qual por vezes é incluída, formando o arquipélago indo-australiano. É a segunda maior ilha do mundo, com uma área de 786 000 quilômetros quadrados, pertence geologicamente, junto com a Austrália, ao continente de Sahul, também conhecido como Grande Austrália. As duas massas de terra se separaram quando a região conhecida hoje em dia como estreito de Torres foi inundada, após o último período glacial. Antropologicamente, é considerada parte da Melanésia. Politicamente, a metade ocidental da ilha é dividida em seis províncias da Indonésia, conhecidas como Alta Papua, Papua, Papua Central, Papua Meridional, Papua Ocidental e Papua Sudoeste, enquanto a parte oriental é a Papua-Nova Guiné. Tem uma população de cerca de 7,6 milhões de habitantes, com uma consequente densidade populacional baixa, de 8 habitantes. A Nova Guiné foi descoberta pelo explorador português Jorge de Menezes.

## Biodiversidade
A Nova Guiné se diferencia da Austrália, seu vizinho meridional mais seco, mais plano, e menos fértil por sua geologia vulcânica ativa, com seu ponto mais alto, Puncak Jaya, atingindo uma altitude de 4 884 metros. As duas massas de terra, no entanto, partilham uma mesma fauna, com a presença ostensiva de marsupiais, incluindo wallabies e gambás, além do célebre monotremado (mamífero ovíparo) a équidna. Além de morcegos e de cerca de duas dúzias de gêneros indígenas de roedores, não existe na ilha qualquer outro animal placentário anterior à chegada dos humanos. Porcos, diversas espécies de ratos e o ancestral do cão-cantor-da-nova-guiné foram introduzidos posteriormente à colonização humana.
A antropóloga Margaret Mead celebrizou o território no campo científico ao realizar uma investigação sobre a construção sócio-cultural do género nas tribos Arapesh, Mundugumor e Tchambuli.

## Geografia
A ilha é banhada a sul pelo estreito de Torres e mar de Arafura, que a separam do continente australiano, a leste pelo mar de Salomão e mar de Bismarck e a norte pelo Oceano Pacífico. O seu extremo noroeste é formado por uma grande península denominada Península da Cabeça de Pássaro, que remata a enorme Baía Cenderawasih. Em seu interior, cortando-a de leste a oeste, erguem-se os Montes Maoke e suas subdivisões, onde localizam-se os pontos mais elevados da ilha, destacando-se a Pirâmide Carstensz e seus 4 884 metros (ponto culminante da Indonésia). Destacam-se também o Puncak Trikora com 4 750 metros. (também em Irian Jaya) e o Monte Wilhelm com 4 505 metros. Em Papua-Nova Guiné (ponto mais elevado desse país e da Oceania), entre outras montanhas relevantes e muitos vulcões, frutos de uma atividade tectônica marcante do movimento constante das placas continentais.
Essa ilha integra dois continentes, a Ásia e a Oceania. A parte oeste da ilha compõe o território da Indonésia, um país asiático. Já a parte leste forma a Papua-Nova Guiné, que integra a Oceania. Do ponto de vista cultural, toda a ilha da Nova Guiné deveria ser considerada parte da Oceania, devido aos laços culturais entre os povos das ilhas desse continente.
Tem uma área de cerca de 829 200 quilômetros quadrados, o que faz dela uma das maiores ilhas do mundo, e uma população estimada em 5 200 000 habitantes.